# William Samuel Verplanck
Pour les articles homonymes, voir Verplancke.
William Samuel Verplanck Junior né le 16 janvier 1916 à Plainfield (New Jersey) et décédé le 30 septembre 2002 à Knoxville (Tennessee), est un psychologue américain.

## Biographie
Il a conduit une série d'expériences significatives en éthologie, psychologie expérimentale, et en particulier dans le domaine du behaviorisme.

## Ouvrages scientifiques
- The development of discrimination in a simple locomotor habit. Journal of Experimental Psychology, 1942, 31, 441-464.
- avec R.N. Berry et  C.H. Graham, The reversal of discrimination in a simple running habit. Journal of Experimental Psychology, 32, 1943, 325-334.
- The effects of paredrine on night vision test performance. (Bur. Med. Surg., 1944; Publ. Bd., N. 23049) Washington, D.C.: U.S. Dept. Commerce, 14, 1946.
- Comparative study of adaptometers. (Bur. Med. Surg., 1942, Publ. Bd. No. 23050) Washington, D.C.: U.S. Dept. Commerce, 34.
- Night vision testing on members of crew of the U.S.S. New Jersey (Bur. Med. Surg., 1943; Publ. Bd. No. 23072) Washington, D.C.: U.S. Dept. Commerce, 9.